# Choerodon jordani
Choerodon jordani (Snyder, 1908)  è un pesce d'acqua salata appartenente alla famiglia Labridae.

## Habitat e Distribuzione
Proviene dalle barriere coralline dell'oceano Pacifico. È stato localizzato a Samoa, Tonga, dalle Isole Ryukyu e in Australia. Nuota a profondità che variano dai 15 ai 30 m, soprattutto in zone con substrato sabbioso, perché nella sabbia scava la sua tana.

## Descrizione
Questa specie presenta un corpo compresso lateralmente, non particolarmente alto né allungato, con il dorso convesso e la testa dal profilo abbastanza arrotondato. Le pinne sono ampie, e la pinna caudale non è biforcuta; il loro colore prevalente è il grigio chiaro. Non supera i 17 cm.
La livrea non è molto appariscente: il corpo è grigio, con una macchia nera abbastanza ampia, di forma triangolare, che parte dalle pinne pettorali e arriva fino al peduncolo caudale ed alla base della pinna dorsale, dove però è presente anche un'area circolare più chiara. Gli occhi sono rossi, e sul ventre, che è più chiaro, possono esserci riflessi giallastri.

## Biologia

### Comportamento
Vive soprattutto in zone ricche di sabbia e detriti sul fondo, dove infatti scava una tana, anche con due ingressi, dove riposa durante la notte. Di giorno, quando non è alla ricerca di cibo, controlla il territorio intorno alla tana. È generalmente solitario, ma nuota anche in piccoli banchi.

### Alimentazione
Ha una dieta prevalentemente carnivora, composta prevalentemente da varie specie di invertebrati acquatici, soprattutto molluschi.

### Riproduzione
È oviparo e la fecondazione è esterna. La deposizione avviene alla sera, in gruppi composti da femmine e un solo maschio dominante, e non ci sono cure verso le uova.

## Conservazione
Questa specie è classificata come "a rischio minimo" (LC) dalla lista rossa IUCN perché non è minacciata da particolari pericoli: la sua pesca è regolamentata e comunque la sua cattura sia per l'alimentazione che per l'acquariofilia non è mai stata particolarmente frequente.